# کوزیل (استان اشوی‌داشکسیه)
کوزیل (به لهستانی: Koziel) یک منطقهٔ مسکونی در لهستان است که در گمینا راکوو واقع شده‌است. کوزیل ۱۲۹ نفر جمعیت دارد.